# Jan Puimège
Jan Puimège (spreek uit: Pwimeige; Antwerpen, 7 augustus 1955 – aldaar, 22 mei 1982) was een Vlaamse kleinkunstzanger en gitarist. Tot zijn bekendste liedjes behoren Standbeeld, Marijke en Vrienden van het laatste glas.

## Biografie
Puimège werd ontdekt in een uitzending van het BRT-programma Ontdek de ster in 1975, in de Koningin Elisabethzaal te Antwerpen, waarvoor hij door een vriend was ingeschreven. In 1976 won hij de Grote Prijs Will Ferdy.
Puimèges liedjes hadden een zachte, poëtische inslag en werden met heldere articulatie gezongen. Soms bevatten ze ook milde maatschappijkritiek.
Na amper zeven jaar carrière overleed hij op 26-jarige leeftijd onverwacht aan een hartaanval toen hij in bad zat, vlak voor zijn derde plaat op de markt kwam. Diverse collega's organiseerden een postume hulde aan Puimège op het album Jan Puimège (1983). Onder anderen Wim De Craene, Will Ferdy, Zjef Vanuytsel en Ed Kooyman brachten op het album enkele van Puimèges nieuwe liedjes ten gehore die hijzelf nooit meer had kunnen opnemen.
Er is ook een prijs vernoemd naar de zanger: de Prijs Jan Puimège, die door onder meer Mira en De Nihilisten gewonnen is.
In de gemeente Wommelgem bij Antwerpen bracht Jan Puimège een groot deel van zijn jeugd door.  Hier werd als aandenken aan de zanger een culturele kring opgericht onder de naam Kulturele Kring Jan Puimège.
Folkmuzikant en -zanger Dirk Van Esbroeck was een neef van Puimège.

## Discografie
- "Morgenvroeg" (Monopole, 1975)

Nummers: "Morgenvroeg", "Piot 104", "Zondagmorgen", "Slaapliedje", "Abstrakt", "Marianne", "Optimist", "Standbeeld", "Pessimist", "Sprookjes", "Biecht", "Als de liefde zou verdwijnen", "Vader", "Karrousel", "Huwelijksnacht".
- "Pendelend" (Racoon, 1980)

Nummers: "Nacht", "Zomaar", "Bom", "Home", "Vele jaren met elkaar", "Afscheid", "Marijke", "Linda", "Zee", "Huis", "Mariska", "Dichter".
- "Jan Puimège" (Racoon, 1983) (postuum eerbetoon)
  - Jan Puimège ("Vrienden van het laatste glas", "Gedicht", "Morgenvroeg", "Dichter", "Standbeeld", "Vlaanderland m'n vaderland", "Zomaar")
  - Zjef Vanuytsel ("Ik lijk wel gek")
  - Yvette Ravell ("Met m'n moed in beide handen")
  - Wim De Craene ("Over jou")
  - Will Ferdy ("Mijn huis, mijn thuis")
  - Ed Kooyman ("Zotte Liza")
  - Eddy Smets & "Letty Lanka" ("Soms is liefde")
  - Lily Castel ("Er is iemand")

- "De Kleinkunst Kollektie van Jan Puimège" (CNR, 1992) (compilatie, samengesteld door zijn nabestaanden)

Nummers: "Zomaar", "Abstrakt", "Standbeeld", "Zee", "Gedicht", "Home", "Morgenvroeg", "Nacht", "Vrienden van het laatste glas", "Linda", "Pessimist", "Marijke", "Sprookjes", "Zondagmorgen", "Afscheid", "Mariska", "Dichter", "Huwelijksnacht".
- "Jan Puimège, de mooiste kleinkunstliedjes" (ANZ, 2007) (compilatie)

Nummers: dezelfde 18 liedjes als op de CNR-cd + 1 bonus: "Ken jij dat land" (lied dat Jan Puimège maakte voor het Vlaams Nationaal Zangfeest in 1982).
- Op de "Komplete Kleinkunstkollektie Volume 2" staan zijn nummers "Marijke" en "Standbeeld".